# Dysstroma dentifera
Dysstroma dentifera är en fjärilsart som beskrevs av W. Warren 1896. Dysstroma dentifera ingår i släktet Dysstroma och familjen mätare. Inga underarter finns listade i Catalogue of Life.